# 邹瑜
邹瑜（1920年10月10日—），男，廣西博白人，中华人民共和国政治人物。曾任中华人民共和国司法部部長、中国法学会会长、中國政法大學校長等職。

## 生平
1920年，邹瑜出生於廣西博白，1938年加入中國共產黨。中華人民共和國成立後，曾任國家地震局局長、中共中央政法委员会委員、副秘书长。後擔任司法部副部長，1983年升任司法部部長，並於1984年兼任中國政法大學校長，於1988年卸任司法部部長及政法大學校長，同年，出任全国人大内务司法委员会副主任委员。1991年，出任中國法學會會長直到1997年。